# Football Australia

Ehemaliges Logo bis 2018

Football Australia ist der australische Dachverband der neun regionalen Fußballverbände des Landes. Im Dezember 2020 änderte der Verband seinen Namen von Football Federation Australia in Football Australia.

## Geschichte

### Anfangsjahre
Die Geschichte von Football Australia reicht bis ins Jahr 1921 zurück. In diesem Jahr wurde in Sydney schon die Australian Soccer Association (ASA) gegründet. Jedoch wurde diese Vereinigung aus der FIFA im Jahr 1960 ausgeschlossen. 1961 wurde deshalb die Australian Soccer Federation (ASF) gegründet. Aber dieser Verband wurde ebenso von der FIFA ausgeschlossen, da die FIFA weiterhin darauf bestand, dass seitens der ASF offenstehende Geldstrafen bezahlt werden. Im Jahr 1963 wurde Australien von der FIFA wiederaufgenommen, nachdem die Geldstrafen verringert und gezahlt wurden. Australien versuchte zunächst, Mitglied der Asian Football Confederation (AFC) zu werden. Dies wurde jedoch abgelehnt, und so schloss sich der ASF 1966 mit Neuseeland zusammen und gründete die Oceania Football Confederation (OFC).

### Neuanfang
Nach dem Zusammenbruch des vorangehenden Dachverbandes Soccer Australia strengte die australische Regierung eine unabhängige Untersuchung, den sog. Crawford Report, an. Die Ergebnisse der Kommission wurden vom Direktorium von Soccer Australia abgelehnt, woraufhin das Australian Institute of Sport damit drohte, die Finanzierung von Soccer Australia einzustellen, es sei denn, Soccer Australia würde den Maßnahmenkatalog der Crawford-Kommission umsetzen. Das Direktorium trat daraufhin geschlossen zurück.
Die Kommission empfahl unter anderem die Wiederherstellung des Dachverbandes als Australia Soccer Association mit einem Interimsdirektorium, das von dem prominenten Geschäftsmann Frank Lowy angeführt werden sollte. 2005 benannte sich die ASA in Football Federation Australia um, um sich dem internationalen Gebrauch des Begriffs „football“ anzupassen, diesen dem Begriff „soccer“ vorzuziehen und auch um sich von Fehlern der alten National Soccer League und Soccer Australia zu distanzieren.
Am 1. Januar 2006 trat Football Australia aus der Oceania Football Confederation in die Asian Football Confederation über. Dieser Vorgang war bereits einstimmig vom AFC-Exekutivkomitee am 23. März 2005 bewilligt und durch die OFC am 17. April bestätigt worden. Das FIFA-Exekutivkomitee genehmigte diesen Vorgang am 29. Juni. Football Australia hofft, dass durch die Mitgliedschaft im AFC die Qualität des australischen Fußballs verbessert wird und die Nationalmannschaft bessere Chancen bei WM-Qualifikationen besitzt.
Am 27. März 2020 musste Football Australia in Folge der COVID-19-Pandemie und den damit fehlenden Einnahmen aus den Rundfunkgebühren, Sponsoring, Ticketverkäufen und staatlicher Finanzierung 70 Prozent seiner Mitarbeiter zur Kostenreduzierung vorläufig nach Hause schicken. Drei Tage zuvor wurde der Spielbetrieb der A-League auf Druck der Regierung bis auf Weiteres ausgesetzt.

## Verbände von Football Australia
Diese regionalen Verbände sind als Mitglieder in der Football Australia zusammengefasst.
- Capital Football – Australian Capital Territory
- Northern NSW Football New South Wales (Nord)
- Football NSW – New South Wales (außer dem Norden)
- Football Federation Northern Territory – Northern Territory
- Football Queensland – Queensland
- Football South Australia – South Australia
- Football Federation Tasmania – Tasmanien
- Football Victoria – Victoria
- Football West – Western Australia

## Asienmeisterschaft 2015
2015 war Football Australia Gastgeber der Asienmeisterschaft.

## Auszeichnungen
- AFC Dream Asia Award: 2010[4]